# Avant (cantante)
Myron Avant (Cleveland, Ohio, 26 de abril de 1978) es un cantante estadounidense de R&B/Soul. Especialmente conocido por sus hits "Separated", "My First Love" (dúo con Keke Wyatt), "Makin' Good Love" y "Read Your Mind".
Colaboró en el remix de Karma, protagonizado por Lloyd Banks, y también apareció en 2004 en la película Barbershop 2: Back in Business.

## Discografía

### Álbumes
- 2000: My Thoughts
- 2002: Ecstasy
- 2003: Private Room
- 2006: Director Detalles
- 2008: Avant
- 2010: The Letter
- 2013: Face The Music

### Sencillos
| Año  | Canción                                | Posiciones | Posiciones     | Álbum                 |
| Año  | Canción                                | US Hot 100 | US R&B/Hip-Hop | Álbum                 |
| ---- | -------------------------------------- | ---------- | -------------- | --------------------- |
| 2000 | "Separated"                            | #23        | #1             | My Thoughts           |
| 2000 | "My First Love" (featuring Tamia)      | #26        | #4             | My Thoughts           |
| 2002 | "Makin' Good Love"                     | #27        | #7             | Ecstasy               |
| 2002 | "Don't Say No, Just Say Yes"           | #96        | #51            | Ecstasy               |
| 2003 | "Read Your Mind"                       | #13        | #5             | Private Room          |
| 2004 | "Don't Take Your Love Away"            | #37        | #13            | Private Room          |
| 2004 | "Can't Wait"                           | -          | #55            | Shark Tale Soundtrack |
| 2005 | "You Know What" (featuring Lil' Wayne) | -          | #58            | Director              |
| 2006 | "4 Minutes"                            | #64        | #20            | Director              |

- Datos: Q724485